# 宝晶宫
宝晶宫位于广东省英德市西南7.2公里的燕子岩山脉中，是典型的石灰岩溶洞，溶洞面积达16000多平方米，为南中国溶洞之最，誉为“岭南第一洞天”。
宝晶宫是1981年8月，被广东省水文地质二队在寻找水力资源过程中发现的。溶洞分四层，目前开放给游客参观的有三层，洞内拥有奇特的自然景观，有林立的石笋、石柱，有形态万千的石花、石幔，还有玲珑剔透石钟乳等。这些钟乳石造形各异，有些像飞禽走兽，有些像神话人物，有些像瓜果蔬菜，令人叹为观止。
1996年5月，考古学家在洞内的一条古河道中发现有人工打制的石器，初步判断为十万年前的旧石器时期的产物，比马坝人化石发现地点的打制石器的年代相当或更早，具有较高的考古价值。